# ロイク・ペラン
ロイク・ペラン（Loïc Perrin, 1985年8月7日 - ）は、フランス・ロワール県サンテティエンヌ出身の元サッカー選手。ポジションはディフェンダー。

## 経歴
地元のASサンテティエンヌに入団し、2003-04シーズンにトップチームデビューした。2007年にジュリアン・サブレがRCランスに移籍するとキャプテンを受け継いだ。
2020年7月24日、キャリアの最後の試合となったパリ・サンジェルマンFCとのクープ・ドゥ・フランス決勝にて、前半にキリアン・エムバペへのファウルで退場となった。エムバペは足首捻挫の負傷をし、試合はPSGが1対0で勝利した。
2020年7月30日、現役引退を表明した。

## タイトル
クラブ
ASサンテティエンヌ
- クープ・ドゥ・ラ・リーグ 2012-13
- リーグ・ドゥ 2003-04

## 所属クラブ
- ASサンテティエンヌ　2003-2020

- リスト・オブ・ワン・クラブ・マン